# Marta Llorente Díaz
Marta Llorente Díaz (Gerona, 1957) es una arquitecta que ejerce de Profesora titular de Composición Arquitectónica en la Escuela Técnica Superior de Arquitectura de la Universidad Politécnica de Barcelona.

## Biografía
Su padre era arquitecto técnico y posiblemente de él recibió cierta influencia para decidirse a estudiar arquitectura, pese a que no dejaba de tener inclinación por otras ramas del saber tales como el dibujo, el arte en general o las matemáticas.
Además de estudiar arquitectura en la Escuela Técnica Superior de Arquitectura de Barcelona UPC (título de arquitectura 1982) se doctoró en Arquitectura en el año 1992; estudió también cursos de Bellas Artes, en la especialidad de pintura, en la Facultad de Bellas Artes de la Universidad de Barcelona, entre 1980 y 1985; estudió también música, piano, lenguaje musical y armonía en el Conservatorio del Liceo de Barcelona.
Fue una de las pocas mujeres que elegía la arquitectura como carrera a finales de los años setenta, siendo también una de las pocas que se tituló en 1982.
Puede considerarse que el interés de Marta Llorente por otros ámbitos además de la arquitectura le han hecho aproximarse a la ella de una manera abierta que se ve complementada por lo que ha aprendido de otras artes y ciencias, como las bellas artes, la literatura, la antropología,  la psicología e incluso la filosofía. Es profesora de la Escuela Técnica Superior de Arquitectura de Barcelona desde 1983, donde empezó sus clases en la asignatura de Estética, con los filósofos y catedráticos Xavier Rubert de Ventós y Eugenio Trías Sagnier
En su vida profesional concede una importancia crucial al espacio tal y como se habita y utiliza, visto además desde una perspectiva de género. Todo ello le ayuda en su trabajo como coordinadora del grupo de investigación “Arquitectura, ciudad y cultura. Una perspectiva antropológica del espacio construido y habitado”. También ha sido directora del Máster Universitario “Teoría e Historia de la arquitectura” y es investigadora de Instituto Interuniversitario de Estudios de Mujeres y Género (IIEDG), donde es coordinadora en representación de la UPC,  del “Máster interuniversitario en Estudios de la mujer y de género”, desempeñando también el trabajo de docente de la asignatura “Arquitectura, espacio y género”. Además también pertenece al Grupo de Igualdad de Oportunidades en la Arquitectura, la Ciencia y la Tecnología. (GIOPACT) de la Universidad Politécnica de Cataluña.
Para formarse y mejorar su labor como docente, ha realizado estancias de investigación y conferencias en prestigiosos centros y universidades, entre los que podemos destacar: el Warburg Institute, la Tate Gallery Library & Archives de Londres, la Ecole d’Architecture de Paris-La Vilette, la Universitá degli Studi di Roma, La Sapienza, la Facoltà di Architettura di Palermo, la Universidad de Nariño, San Juan de Pasto, Colombia, el Politécnico di Torino, la Escuela Superior de Arquitectura, Salvador de Bahía, Brasil, la Universidad de Santo Tomás, Bucaramanga, Colombia, y la Universidade Lusíada de Lisboa. Y durante diez años, de 1998 a 2008, llevó a cabo proyectos de investigación sobre violencia de género en la Facultad de Psicología de la Universidad de Barcelona. Actualmente desarrolla su investigación en el proyecto "Topología de los espacios frágiles". Ha publicado escritos críticos y a colaborado en exposiciones en torno a la obra de artistas contemporáneos. Actualmente trabaja en torno a la relación entre literatura y arquitectura.
Además ha publicado artículos para revistas, colaboraciones en obras colectivas y ha dirigido tesis doctorales.

## Faceta literaria
Marta Llorente Díaz se destaca por su faceta literaria, ya que ha publicado un considerable número de libros en los que se ve su formación no solamente arquitectónica, sino y sobre todo su capacidad literaria, filosófica o antropológica. Además también es coautora de varias publicaciones.
Entre sus obras publicadas, tanto individuales como colectivas, podemos destacar:
- Introducción a la arquitectura, 1987.
- Arquitectura griega, 2000.
- El saber de la arquitectura y de las artes, Universidad Politécnica de Cataluña. Iniciativa Digital Politécnica. 2000. ISBN 978-84-8301-434-9.[6]
- La Ciudad: inscripción y huella, Universidad Politécnica de Cataluña. 2012. ISBN 978-4-7653-5493-6[7]
- Introducción a la arquitectura, Universitat Politécnica de Cataluña. Iniciativa Digital Politécnica. 2000. ISBN 978-84-8301-532-2  (coautora)[6]
- Eugenio Trías: el límite, el símbolo y las sombras, Barcelona: Destino, 2003
- Oculto pero invisible. Voces femeninas, 2006 (coautora)
- Susana Solano. Proyectos, Barcelona: GG, 2007
- Topología del espacio urbano. Palabras, imágenes y experiencias que definen la ciudad, Madrid: Abada, 2014
- La ciudad: huellas en el espacio habitado, Barcelona: Acantilado, 2015

Fue directora de la colección Poseidón de la editorial Apóstrofe, revisora y traductora de ediciones de los escritos de Le Corbusier: Cuando las catedrales eran blancas; El Modulor; Modulor 2.